# Musée d’Horlogerie du Locle

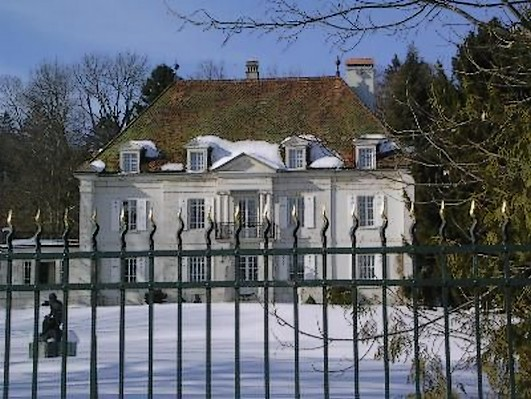
Die Villa Château des Monts

Das Musée d’Horlogerie du Locle ist ein Uhrenmuseum in Le Locle im Schweizer Kanton Neuenburg. Es befindet sich in der Villa Château des Monts.

## Geschichte
Die Villa wurde vermutlich von 1780 bis 1790 errichtet, als Landsitz der Uhrmacherfamilie DuBois. Letzte Bewohnerin war Adèle Favre, geborene DuBois, die 1911 starb. Nach ihrem Tod erwarb  Georges Ducommun, der Firmengründer von Doxa, die Villa. Seine Tochter Hélène Nardin verkaufte das Haus am 15. Oktober 1954 an die Stadt Le Locle, die darin das Museum einrichtete. 1959 wurde die erste Ausstellung eröffnet.
Anders als das in einem modernen Zweckbau eingerichtete Musée international d’horlogerie im benachbarten La Chaux-de-Fonds thematisiert das Uhrenmuseum von Le Locle somit auch die grossbürgerliche Wohnkultur des 19. Jahrhunderts. Ein Bereich des Museums zeigt den Besuchern seit 2023 die Restaurierung historischer Uhren anhand eines Ateliers. Das Museum und die Konservation werden von Morghan Mootoosamy geleitet, François Aubert ist der Vorsitzende des Museumskomitees. Das Museum zeigt regelmässig auch die Werke der Künstlerin Marion Jiranek aus Le Locle.